# Daisy Lowe
Daisy Rebecca Lowe (Londra, 27 gennaio 1989) è una modella britannica.

## Biografia
Figlia della cantante Pearl Lowe e di Gavin Rossdale, frontman dei Bush, Daisy Lowe realizza i primi servizi fotografici all'età di 12 anni, ed all'età di 15 viene contattata da un talent scout a Camden Town, che le fa ottenere un contratto con l'agenzia di moda Select Model Management di Londra agency. Nel febbraio 2006, la Lowe compare su Vogue Italia, fotografata da Steven Klein, con cui lavorerà anche nel marzo 2007 per un servizio su W intitolato Xurbia. Nel settembre 2006, Lowe compare sul catalogo Urban Outfitters, compare nella campagna pubblicitaria di French Connection e compare anche sull'edizione britannica di Harper’s Bazaar. Ad agosto posa nuda sulla copertina di i-D, insieme al suo ex fidanzato, Will Cameron del gruppo Blondelle, fotografati da Terry Richardson.
La modella ha inoltre lavorato per Chanel, PPQ, Nanette Lepore, Sue Stemp, Charlotte Ronson, Henry Holland, Vivienne Westwood, Burberry, Converse, Dr. Martens, Hooch, Wheels and Doll Baby, Ben Sherman, Frost French, Hari, Karen Millen, Diesel SpA e Whistles, oltre che per la collezione moda, disegnata dalla madre. Nel corso della sua carriera è apparsa sulle copertine di Tatler, Elle, GQ, Vogue, Paradis, Marie Claire, Interview, Jalouse, Teen Vogue, Dirty Glam, Grazia, In Style, Nylon e The Sunday Times Style fra le altre.
Nel 2009 ha sostituito Cole Mohr come volto della campagna pubblicitaria internazionale del profumo Marc by Marc Jacobs, oltre ad essere stata testimonial per DKNY. Nel 2008 Daisy Lowe è stata la protagonista di uno degli otto documentari realizzati BBC Two ed intitolati Class of 2008 ed ha presentato l'evento di moda Best Dressed 2008, insieme alla collega Peaches Geldof. La modella è inoltre apparsa nei video NYC Beat di Armand Van Helden e Bloodthirsty Bastards dei Dirty Pretty Things, ed è stata la presentatrice di alcuni eventi organizzati da Tommy Hilfiger e Dolce & Gabbana. Nell'aprile 2008 ha registrato un disco a New York, prodotto da Mark Ronson, con il quale era stata brevemente legata sentimentalmente. Nel 2010 è stata scelta per essere una delle protagoniste del Calendario Pirelli.

## Agenzie
- Women Management -New York
- Marilyn Agency - Parigi
- Select Model Management - Londra

## Filmografia parziale
- La ragazza dei tulipani (Tulip Fever), regia di Justin Chadwick (2017)